# Монбазон, Жюль-Эркюль-Мериадек де Роган-Гемене
Жюль-Эркюль-Мериадек де Роган-Гемене (фр. Jules-Hercule-Mériadec de Rohan-Guéméné; 25 марта 1726, Париж — 10 декабря 1800, Карлсбур), герцог де Монбазон, пэр Франции — французский аристократ и военачальник из дома де Роган.

## Биография
Родился в Париже 25 марта 1726 года. Старший сын Эркюля-Мериадека де Рогана (1688—1757), 6-го герцога де Монбазона (с 1727 года), и Луизы де Роган (1704—1780), дочери Эркюля Мериадека де Рогана, 1-го герцога Рогана-Рогана (1669—1749).
В юности носил титул принца де Монбазон. 1 января 1744 года поступил на службу мушкетером, 22 апреля получил эскадрон в Польском Королевском кавалерийском полку. В кампанию того года в составе Рейнской армии участвовал в деле при Решво и осаде Фрайбурга.
Комиссионом от 26 мая 1745 назначен полковником полка своего имени. Присоединился к Фландрской армии, командовал полком при осадах цитадели Турне, Термонде, Ауденарде и Ата, в 1746 году сражался в битве при Року, в 1747 году также был во Фландрской армии, в 1748 году участвовал в осаде Маастрихта.
27 января 1749 года принял титул принца де Рогана. Служил в лагерях Эмери (1754) и Гранвиля (1756).
В августе 1757 года направлен в армию принца де Субиза, отличился в битве при Росбахе. После смерти своего отца 21 декабря стал герцогом де Монбазоном, и на следующий день был произведен в бригадиры.
В 1758 году, командуя бригадой, захватил четыре вражеских орудия в бою у Зундерхаузена, а также отличился в октябре в бою у Луттерберга. Храбро сражался в бою у Бергена 13 апреля 1749; патентом от 21 апреля произведен в лагерные маршалы. Оставил свой полк, после чего в новом чине участвовал в битве при Миндене. Продолжал службу в Германии до конца войны, и 25 июля 1762 был произведен в генерал-лейтенанты.
Герцог де Монбазон скончался в Австрийских Нидерландах. Его сын, невестка и внуки выехали в Богемию до начала активной фазы французской революции, но его жена была гильотинирована в Париже в эпоху террора, в 1793 году.

## Семья
Жена (19.02.1743, Париж): Мари Луиза де Ла Тур д'Овернь (15.08.1725—1793), дочь Шарля Годфруа де Ла Тур д’Овернь, герцога Буйонского, и Марии Шарлотты Собеской
Сын:
- Анри-Луи-Мари (30.08.1745—24.04.1809), герцог де Монбазон. Жена (1761): Виктория де Роган (1743—1807)